# Christiane Eda-Pierre

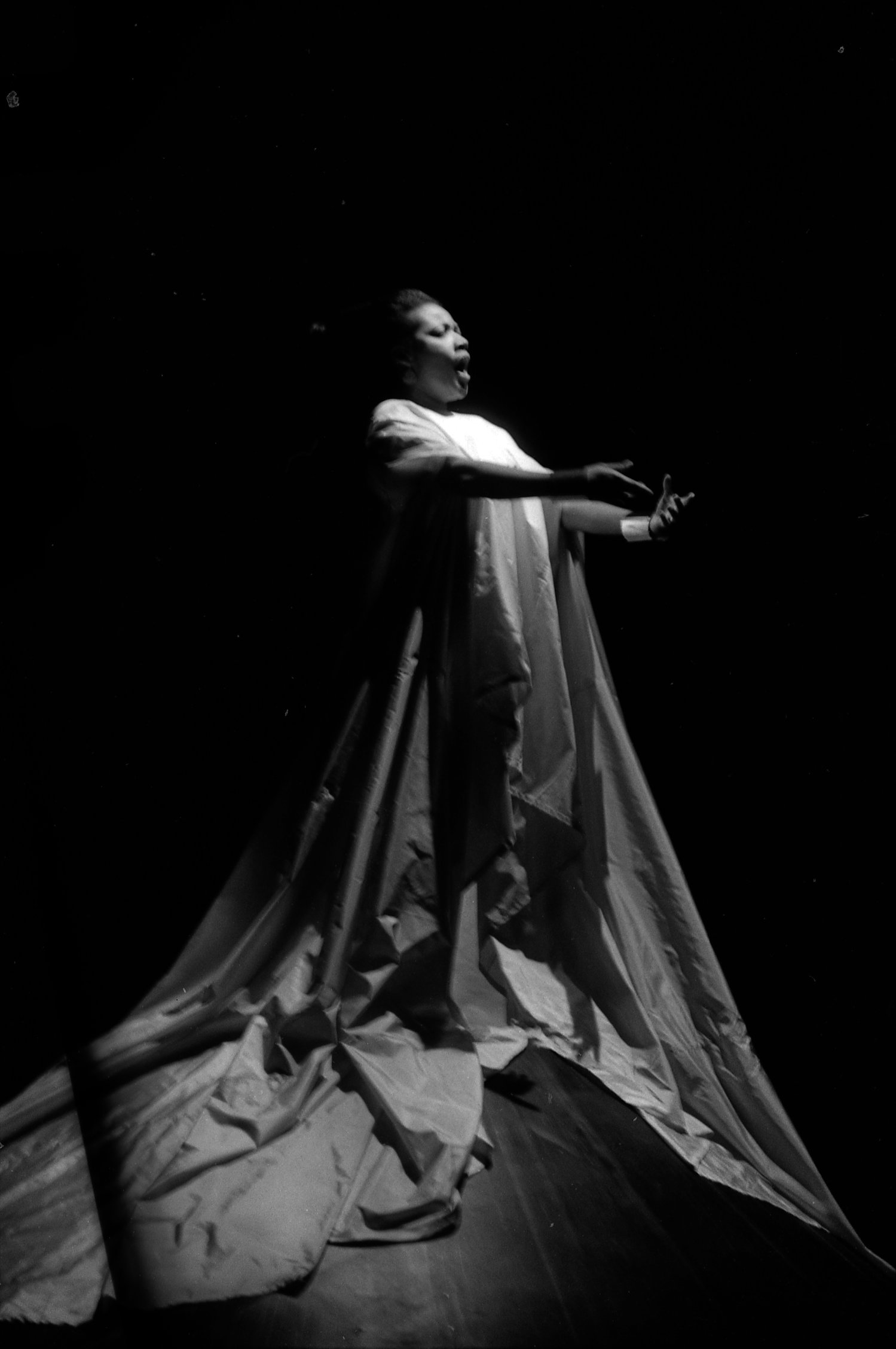
Christiane Eda-Pierre bei einer Aufführung von Léopold Senghors Ballett-Oratorium Chaka im Rahmen der Galas franco-africains im Théâtre du Capitole in Toulouse, Januar 1968

Christiane Eda-Pierre (* 24. März 1932 in Fort de France, Martinique; † 6. September 2020 in Deux-Sèvres, Westfrankreich) war eine französische Opernsängerin (Sopran).

## Leben

### Familie und Ausbildung
Christiane Eda-Pierre entstammte einer musikalisch-künstlerischen Familie. Ihre Mutter Alice Nardal war Musiklehrerin am Lycée Schoelcher und am Collège Pérrinon. Ihr Vater William Eda-Pierre, der als Journalist beim Courrier des Antilles arbeitete, hatte eine Ausbildung zum Dessinateur und Landvermesser erhalten. Ihre Tante Paulette Nardal gehörte zu den führenden Intellektuellen der Kleinen Antillen und war Gründerin der Zeitschrift La Revue du Monde Noir. Ihr Großvater war als Pianist und Flötist, ihre Großmutter als Organistin tätig.
Eda-Pierre erhielt als Kind eine musikalische Ausbildung und wurde von ihrer Familie künstlerisch gefördert. Ihr musikalisches Interesse galt zunächst eher dem Klavierspiel, und nicht dem Gesang. Sie besuchte ein Pensionat und ging nach ihrem Baccalauréat im Alter von 17 Jahren nach Frankreich, um sich als Konzertpianistin ausbilden zu lassen. Gesangsunterricht erhielt sie zunächst von 1951 bis 1954 in Privatstunden bei dem bekannten Gesangspädagogen Charles Panzéra, zu dem sie von ihrem ersten Gesangslehrer vermittelt worden war. Anschließend absolvierte sie bis 1957 ihr Gesangsstudium am Conservatoire National in Paris.

### Karriere in Frankreich und Belgien
Ihr erfolgreiches Bühnendebüt gab sie 1958 am Opernhaus von Nizza als Leila in Les pêcheurs de perles. Es folgten Auftritte am Opernhaus von Lille als Lakmé und als Gilda in Rigoletto. 1959 sang sie bei den Festspielen von Aix-en-Provence die Papagena in Mozarts Oper Die Zauberflöte. 1961 wurde sie erstmals an die Pariser Opéra-Comique engagiert, wo sie im Dezember 1961 als Rosina in Le Barbier de Séville debütierte.
Im Februar 1962 debütierte sie als Fatima in Les Indes galantes von Jean-Philippe Rameau an der Pariser Oper; gleich anschließend sang sie dort auch die Titelrolle in Lucia di Lammermoor. In den folgenden Jahren trat sie immer wieder an der Pariser Oper auf und hatte große Erfolge mit Partien wie Konstanze, Freia und in Dardanus von Rameau. 1968 sang sie an der Pariser Oper die Titelrolle in Medee von Darius Milhaud bei der französischen Erstaufführung des Werks. 1974 war sie an der Pariser Oper die Antonia in Patrice Chéreaus Inszenierung von Hoffmanns Erzählungen. Im April 1982 sang sie an der Pariser Oper in der Welturaufführung des Operneinakters Erzsebet von Charles Chaynes in einer Inszenierung von Michael Lonsdale die Rolle der Comtesse Sanglante, die der Komponist als Solo-Drama eigens für sie komponiert hatte. 1983 sang sie an der Pariser Oper in der Uraufführung des Opernwerks Saint François d’Assise von Olivier Messiaen die Partie des Engels.
In Frankreich trat Eda-Pierre an der Opéra national du Rhin, an der Opéra National de Lyon, an den Opernhäusern von Marseille, Bordeaux, Rouen (März 1970, als Lucia di Lammermoor) und Toulouse sowie bei den Festspielen von Aix-en-Provence (1965, als Königin der Nacht) und Orange (1967, als Lakmé mit Alain Vanzo als Partner) auf. 1985 sang sie am Opernhaus von Montpellier die Titelrolle in Robert Schumanns einziger Oper Genoveva.
Von 1980 bis 1988 trat Eda-Pierre regelmäßig auch am Théâtre Royal de la Monnaie in Brüssel auf, wo sie im März 1985 mit einer Produktion der Mozart-Oper La clemenza di Tito, in der sie die Rolle der Vitellia sang, ihre Karriere als Opernsängerin beendete. In Konzerten und mit Recitals trat sie jedoch weiterhin noch bis 1995 auf.

### Gastspiele in Europa und Übersee
1980 sang sie bei den Salzburger Festspielen an der Seite von Plácido Domingo und José van Dam die vier Frauenrollen in Hoffmanns Erzählungen.
Eda-Pierre gastierte weiters an der Deutschen Oper Berlin (Debüt 1965), an der Hamburgischen Staatsoper, am Gran Teatre del Liceu in Barcelona (1971, in Les Huguenots), am Teatro Nacional de São Carlos in Lissabon (1965, als Olympia in Hoffmanns Erzählungen), an der Covent Garden Opera in London (ab 1966), am Bolschoi-Theater in Moskau (als Gilda in Rigoletto), in Amsterdam sowie beim Edinburgh Festival und beim Wexford Festival (u. a. 1971 als Lakmé; 1976 als Imogene in Il pirata).
Im April 1980 debütierte sie als Konstanze in Die Entführung aus dem Serail an der Metropolitan Opera. An der Metropolitan Opera sang sie bis April 1982 außerdem Gilda in Rigoletto und Antonia in Hoffmanns Erzählungen.
In den Vereinigten Staaten gastierte Eda-Pierre auch an der Lyric Opera of Chicago (November 1966, als Leila in Les pêcheurs de perles, an der Seite von Alfredo Kraus und Nicola Ghiuselev; November/Dezember 1968 in Le rossignol) und trat in Miami auf. 1980 sang sie im New Yorker Central Park vor 300.000 Zuhörern in einer Rigoletto-Aufführung die Rolle der Gilda an der Seite von Luciano Pavarotti.

### Späte Jahre und Privates
Ab 1977 war Christiane Eda-Pierre bis 1996 als Gesangsprofessorin am Conservatoire National Supérieur de Paris tätig. 1996 gab sie eine Meisterklasse an der Académie musicale de Villecroze. 2008 wurde sie zum Ritter (Chevalier) der Ehrenlegion ernannt.
Sie war mit Pierre Lacaze († 2006), Professor am Conservatoire National Paris und Coach der französischen olympischen Fechtmannschaft, verheiratet, den sie 1955 kennengelernt hatte. Sie lebte zuletzt in Saint-Maurice-la-Fougereuse. Christiane Eda-Pierre starb am 6. September 2020 im Alter von 88 Jahren in ihrem Haus im Département Deux-Sèvres in Westfrankreich.

## Stimme und Repertoire
Eda-Pierre, die in den 50er Jahren des vorigen Jahrhunderts als „erste große schwarze“ Opernsängerin des französischen Kulturkreises bekannt geworden war, besaß eine „technisch brillant geführte Stimme“ (Kutsch/Riemens). Sie sang das gesamte klassische Repertoire für Koloratursopran, wobei der Schwerpunkt auf den Koloraturrollen des französischen und italienischen Fachs lag. Zu ihren Rollen gehörten insbesondere Gilda, Violetta, Olympia und Antonia in Hoffmanns Erzählungen, Leila in Les pêcheurs de perles und die Titelrolle in Lakme. Daneben interpretierte sie aber auch viele Mozart-Rollen wie Konstanze, Königin der Nacht, Contessa, Donna Anna und Donna Elvira in Don Giovanni und Vitellia. Ein weiterer Schwerpunkt ihres Repertoires lag auf der Barockmusik, wo sie vor allem in den Opern Rameaus große Erfolge hatte.
Neben ihrer Tätigkeit auf den internationalen Opernbühnen war sie regelmäßig auch bei Opernübertragungen im französischen Radio zu hören. Daneben wirkte sie sehr erfolgreich als Konzert- und Liedsängerin.

## Tondokumente
Die Stimme von Christiane Eda-Pierre ist in zahlreichen Schallplattenaufnahmen, Live-Mitschnitten und Rundfunkaufnahmen dokumentiert. In integralen Studioaufnahmen sang sie die Héro in Béatrice et Bénédict (Philips 1977/78, wo ihre stimmliche Interpretation jedoch an „zu geringem Kontrast“ zu Janet Bakers Béatrice leidet) und die Teresa in Benvenuto Cellini (Philips 1972). Unter Leitung von Sir Colin Davis war sie eine „unerwartet dramatische“ Konstanze in Mozarts Die Entführung aus dem Serail, die ebenfalls 1978 bei Philips veröffentlicht wurde. 1981 erschien bei RCA eine Gesamtaufnahme der Rameau-Oper Dardanus mit Eda-Pierre in der Rolle der Venus. Außerdem wurden Aufnahmen mit Eda-Pierre bei Erato und Supraphon veröffentlicht. Eine Live-Aufnahme von La clemenza di Tito aus Brüssel (La Monnaie, 1982) existiert als Privatmitschnitt.